# Гимон, Тимофей Валентинович
Тимофей Валентинович Гимон (род. 16 ноября 1976) — российский историк-медиевист, текстолог и источниковед, исследователь русских летописей и английских анналов. Доктор исторических наук, заведующий Отделом истории Византии и Восточной Европы Института всеобщей истории Российской академии наук, учёный секретарь Центра «Восточная Европа в античном и средневековом мире» Института всеобщей истории РАН, ведущий научный сотрудник Института всеобщей истории РАН, старший научный сотрудник Государственного академического университета гуманитарных наук. Профессор РАН (2022).

## Биография
В 1998 году окончил Российский государственный гуманитарный университет. В 1998—2001 году проходил обучение в аспирантуре Государственного университета гуманитарных наук. В ноябре 2001 года защитил кандидатскую диссертацию по теме «Ведение погодных записей в средневековой анналистике (Сравнительное исследование)». В июне 2014 года защитил докторскую диссертацию по теме «Новгородское летописание XI — середины XIV в. как социокультурное явление».
С 2001 года работает в Центре «Восточная Европа в античном и средневековом мире» Института всеобщей истории РАН. С 2017 года является исполняющим обязанности заведующего Центром. С 2018 года — заведующий Отделом истории Византии и Восточной Европы Института всеобщей истории РАН. С 2000 года преподает на Историческом факультете Государственного университета гуманитарных наук (ныне Государственный академический университет гуманитарных наук). С 2014 года является старшим научным сотрудником Исторического факультета Государственного академического университета гуманитарных наук.
В апреле 2022 года избран профессором РАН по Отделению историко-филологических наук. 

## Научная деятельность
В сферу научных интересов входят компаративное источниковедение, русские летописи и английские анналы, их текстология и кодикология, методология источниковедческого исследования. Один из основных предметов исследований — новгородское летописание.
Ответственный редактор нескольких томов издания «Древнейшие государства Восточной Европы».
Придерживается концепции, согласно которой русское летописание возникло в форме анналистических заметок, а затем подверглось поэтапной нарративизации. Совместно с А. А. Гиппиусом реконструировал Новгородскую владычную летопись XII—XIV веков как источник для последующего летописания. Исследовал научные данные о целях создания летописных памятников. По мнению Гимона, при создании летописных текстов политическая тенденция не была определяющей. Учёный предполагает, что летописание имело одновременно несколько целей: апелляция к нему власти для укрепления своего авторитета, запись прецедентов и эсхатологическое назначение летописания. Сильные политические корпорации стремились обзавестись своим летописанием, чтобы обеспечить себе и своим членам будущее, как в земной жизни, так и на Страшном суде. В монографии 2011 года показал, что русские летописи по видовым признакам близки западноевропейским анналам и хроникам.

## Некоторые публикации
- Историописание раннесредневековой Англии и Древней Руси : Сравнительное исследование. — М. : Русский Фонд Содействия Образованию и Науке, 2011. — 696 с.;
- Для чего писались русские летописи? // Журнал «ФИПП». — М., 1998. — № 1 (2). — С. 8—16;
- Гимон Т. В., Гиппиус А. А. Новые данные по истории текста Новгородской первой летописи // Новгородский исторический сборник. — СПб, 1999. — Вып. 7 (17). — С. 18—47;
- Гимон Т. В., Гиппиус А. А. Русское летописание в свете типологических параллелей (к постановке проблемы) // Жанры и формы в письменной культуре средневековья. — М., 2005. — С. 174—200;
- Редактирование летописей в XIII—XV вв. : разночтения между списками Новгородской 1 летописи // Труды Отдела древнерусской литературы. — СПб., 2006. — Т. 57.

## Награды
- Премия имени А. А. Шахматова (2021) — за монографию «Историописание раннесредневековой Англии и Древней Руси: Сравнительное исследование»[12]